# 奥达尔之战
奥达尔之战（法语：Combat du col d'Ordal）发生于1813年9月12日至13日。此役中，由路易·加布里埃尔·絮歇元帅率领的法兰西第一帝国军团对威廉·本廷克中将军团的英国-西班牙前卫部队进行了夜间突击。在弗雷德里克·亚当上校的指挥下的反法盟军被击败并被赶出奥达尔河的阵地，这主要是因为他们未能安排足够的巡逻人员。第二天早上，在佩内德斯自由镇的一次行动中，盟军骑兵与追击的法国骑兵发生了冲突。这些行动发生在拿破仑战争的半岛战争期间。
阿瑟·韦尔斯利在维多利亚战役中的胜利使絮歇在瓦伦西亚和阿拉贡的阵线无法继续维持。因此，絮歇将他的士兵从那两个地方撤回，并集中在巴塞罗那附近。随着法国人撤退，本廷克的28,000名包含西班牙人、英国人、德国人和意大利人的军队紧随其后。絮歇决定率领12,000名士兵在奥达尔附近袭击弗雷德里克·亚当指挥的前卫部队，而查尔斯·马蒂厄·伊西多尔·德卡恩的7,000名士兵则从东北部推进。在亚当战败后，本廷克放弃了佩内德斯自由镇，回到了塔拉戈纳。不久，他辞去自己的指挥官一职。
絮歇的胜利并没有挽救法国在加泰罗尼亚的颓势。由于他的部队被不断抽调以保卫法国东部，絮歇被迫撤退到比利牛斯山脉，只留下了几个驻军。这些被逐个击破，直到冲突结束时只有巴塞罗那还留在法国手中。

## 背景
1812年1月9日，瓦伦西亚围城战以西班牙投降而告终。获胜的法国军队因路易·加布里埃尔·絮歇元帅患病而暂时停止进一步行动。为拿破仑入侵俄罗斯的计划而抽调士兵使进一步战斗成为不可能。絮歇因战略过度紧张而在这一年保持不动。1812年7月21日，他的下属让·伊西多尔·哈里斯佩将军在第一次卡斯塔利亚战役中击败了何塞·奥唐奈将军的西班牙军队。这说服了托马斯·梅特兰将军放弃了对加泰罗尼亚的两栖入侵，转而将他的小型英国联军登陆西班牙控制的阿利坎特。那年夏天和秋天，阿瑟·韦尔斯利在萨拉曼卡战役中击败了法国人，占领了马德里，随后在布尔戈斯之战后被赶回葡萄牙。在这些重要事件中，絮歇和梅特兰大部分时间都处于不活跃状态。

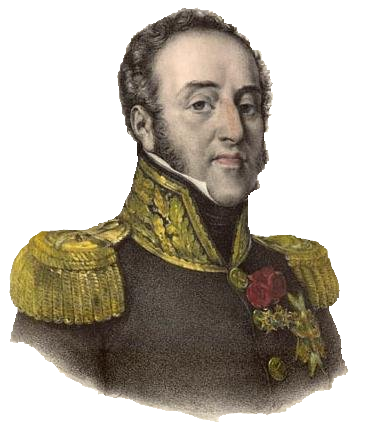
路易·加布里埃尔·絮歇

梅特兰在9月得病后，依次由约翰·麦肯齐将军、威廉·亨利·克林顿将军、詹姆斯·坎贝尔将军和约翰·默里将军接任指挥。约翰·默里将军在1813年4月13日的卡斯塔利亚战役中击退了絮歇的进攻，但过于谨慎的默里在获胜后选择撤退。在威灵顿的提示下，默里在6月发起了一次海上袭击。在塔拉戈纳围城战中，默里的胆怯让他错过了征服港口的机会。由于担心絮歇和大卫-莫里斯-约瑟夫·马蒂厄·德拉雷多特将军的救援行动，他下令仓促撤退，不必要地放弃了18门重型攻城炮。战后默里立即被本廷克勋爵取代。
1813年6月21日，威灵顿在维多利亚战役中取得决定性胜利，使得絮歇无法继续守住瓦伦西亚和阿拉贡两个省。受到弗朗西斯科·埃斯波兹·米娜游击队的严重骚扰，马里·奥古斯特·帕里斯将军于7月10日放弃了萨拉戈萨，越过比利牛斯山脉逃往法国。絮歇于7月5日撤离瓦伦西亚，并故意撤回塔拉戈纳，留下几个法国驻军。这位法国元帅基本上没有受到本廷克的困扰，他随后拆除了塔拉戈纳的防御工事，并退回到巴塞罗那。
7月底，絮歇的部队在佩内德斯自由镇停留。在那里呆了大约一个月后，法国人撤退到了略布雷加特河。本廷克则小心翼翼地继续占领法军放弃的领土，于9月5日到达佩内德斯自由镇。最后，这位英国将军与弗朗西斯科·科彭斯·纳维亚的西班牙部队会合，从而控制了分布在塔拉戈纳、佩内德斯自由镇和奥达尔之间的28,000名士兵。

## 战斗

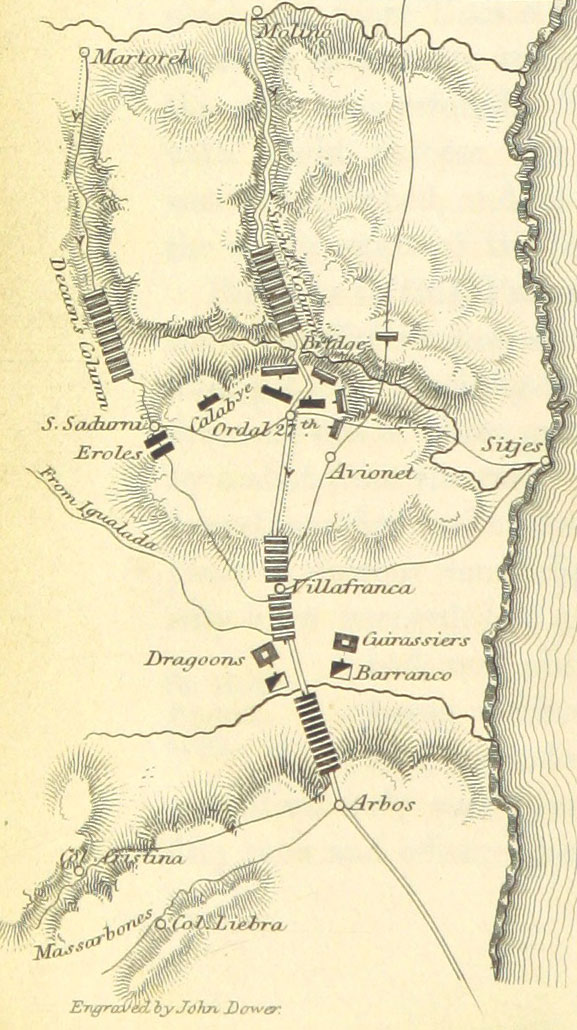
奥达尔之战地图

9月12日早些时候，本廷克在佩内德斯自由镇拥有10,500名士兵，陪同弗雷德里克·亚当的1,500名先遣队向东前往奥达尔十字高地。这个地方以易守著称。西班牙军队在那里建造了一些野外工程，这些工程在1810年大部分被拆除。从圣萨杜尔尼向东南移动，托雷斯上校率领来自佩德罗·萨斯菲尔德师的2,300名西班牙士兵抵达奥达尔高地。一支骑兵巡逻队被派往东面8公里处，但没有发现法国人。在回到佩内德斯自由镇之前，本廷克向亚当保证这个位置是安全的。

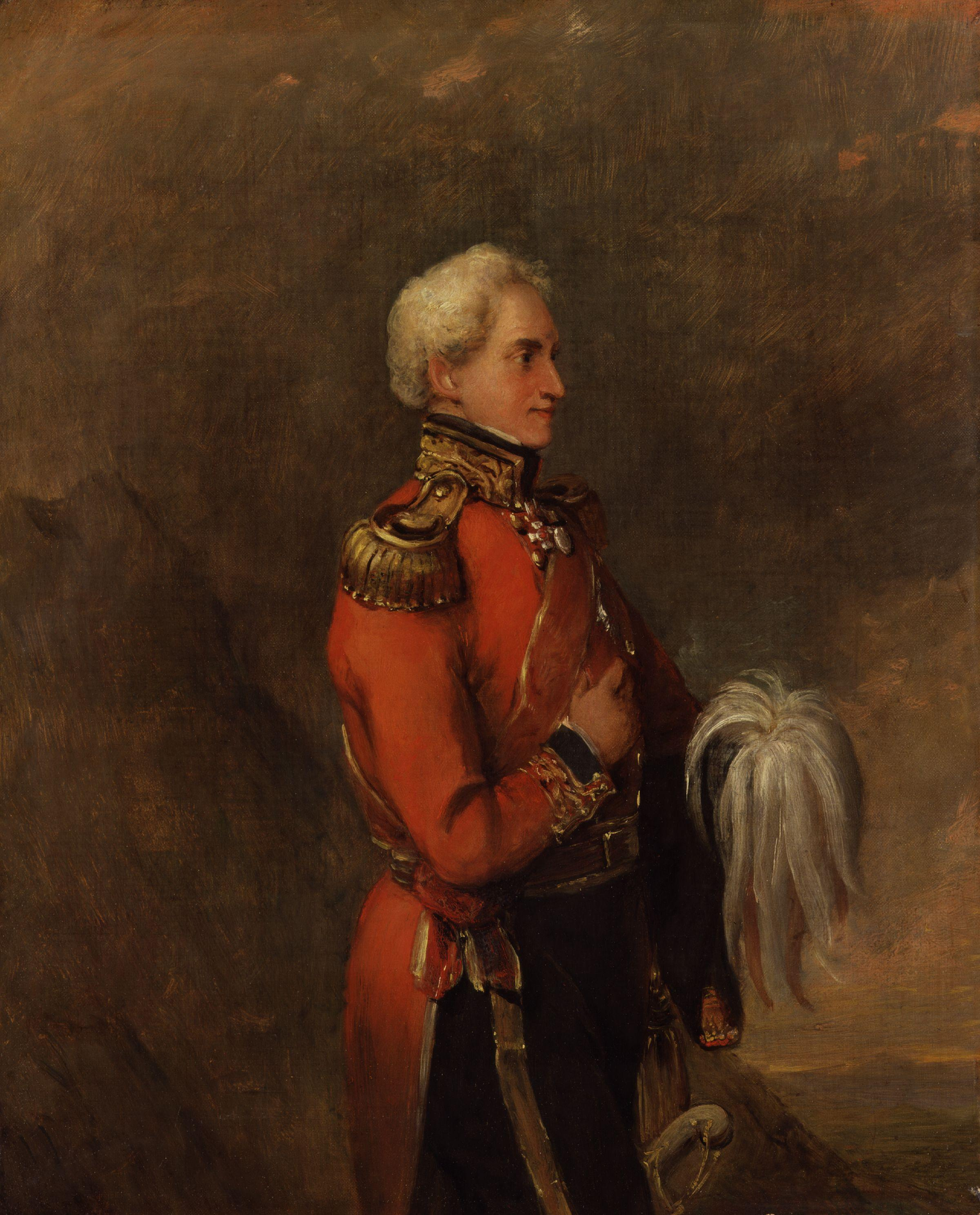
弗雷德里克·亚当爵士

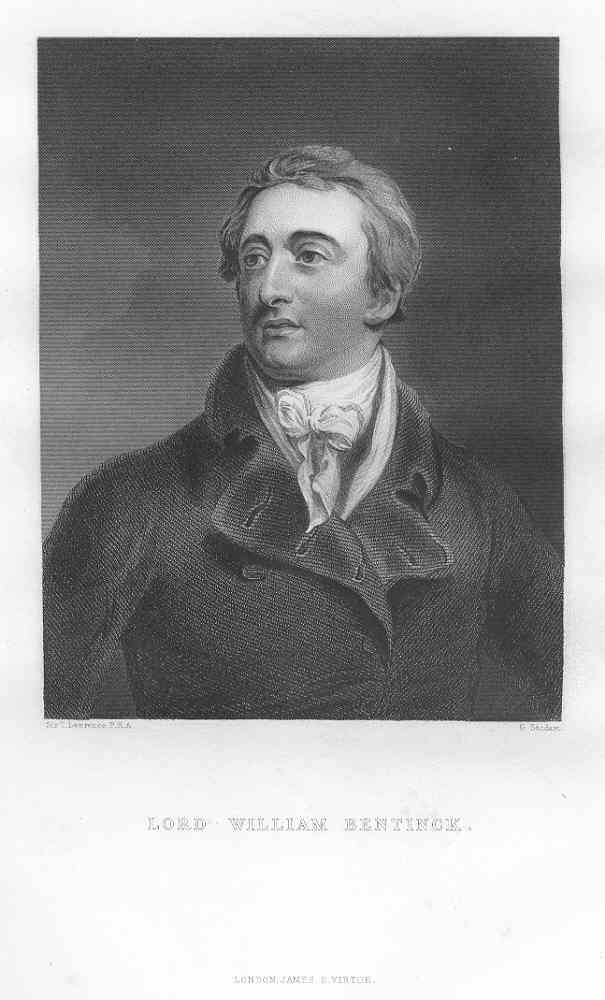
威廉·本廷克勋爵

絮歇在傍晚时分离开了莫林斯-德雷伊。法军的行军迅速，他的部队于晚上11时到达奥达尔阵地前。令絮歇惊讶的是，他发现盟军没有布置任何哨兵。絮歇催促他的部队穿过无人看守的桥，将他们带上山，向昏昏欲睡的盟军方向移动。当法国军队向前推进时，声音引起了西班牙骑兵巡逻队的兴趣，他们小跑着向前看发生了什么事。迎接这些骑兵的是一排火枪。枪声惊醒了亚当的手下。在哈里斯佩师的前线，让·梅斯克洛普将军率领第7线列步兵团进攻。在半山腰，法军撞上了一个由四个西班牙步兵连守住的壕沟。西班牙人随后退回到山坡上的第二道防线。在更多的西班牙人加入后，这些士兵发动了反击，短暂地击退了第7线列步兵团。

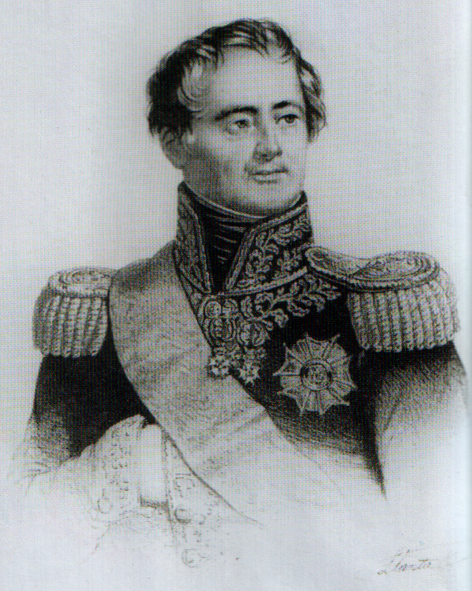
查尔斯·德肯

在第44线列步兵团的加入下，第7线列步兵团再次发动进攻并翻过西班牙阵地，杀死了许多防御者。絮歇将更多的部队送入战斗，随着法军进攻的发展，盟军的右翼也遇到了压力。托马斯·罗伯特·比若，当时只是第116线列步兵团的一名上尉，带领他的部队在桥南的一条狭窄小路上穿过峡谷。这个营到达了第27步兵团的主力面前。在行动的早期，亚当受伤并把指挥权交给了后来也受伤的里夫斯上校。与此同时，西班牙人在他们的指挥官手下打得很好。然而，法军进攻的重压终于从侧翼打破了盟军的防线。当盟军士兵开始逃跑时，絮歇让第4骠骑兵团展开追击。联军的骑兵暂时制止了追击，但第4骠骑兵团成功地俘获了所有四门英军火炮。第4骠骑兵团还围捕了近500名俘虏。
在行动中伤亡轻微后，凯里上校领导的卡拉布里亚军队向西北撤退。夜里，他们撞上了一支法军先锋队，不得不迅速转向南下。在经过絮歇的前进纵队后，凯里的人到达了海岸，在那里他们被盟军的船只带走，损失了51人。另一只西班牙小部队和盟军第27步兵团的大约150名士兵朝圣萨杜尔尼方向出发，从那里顺利抵达佩内德斯自由镇。

## 结果
西班牙军队有87人死亡，239人受伤，132人失踪。亚当的旅阵亡75人，受伤109人，失踪333人。盟军在奥达尔总共损失了975人。法军的损失估计在300人左右。
在得知奥达尔的消息并发现法军部队正从东北方向逼近他后，本廷克撤离了佩内德斯自由镇。在城镇的对面，他亲自部署了他的骑兵作为后卫。他的770名士兵包括第20轻龙骑兵团、布伦瑞克骠骑兵团和西西里骑兵团各两个中队，外加联军轻骑兵团的一个部队。联军在交战中阵亡25人，受伤69人，失踪40人，共计134人。法军有7名军官和100名士兵伤亡。就这样，絮歇的追击结束了。

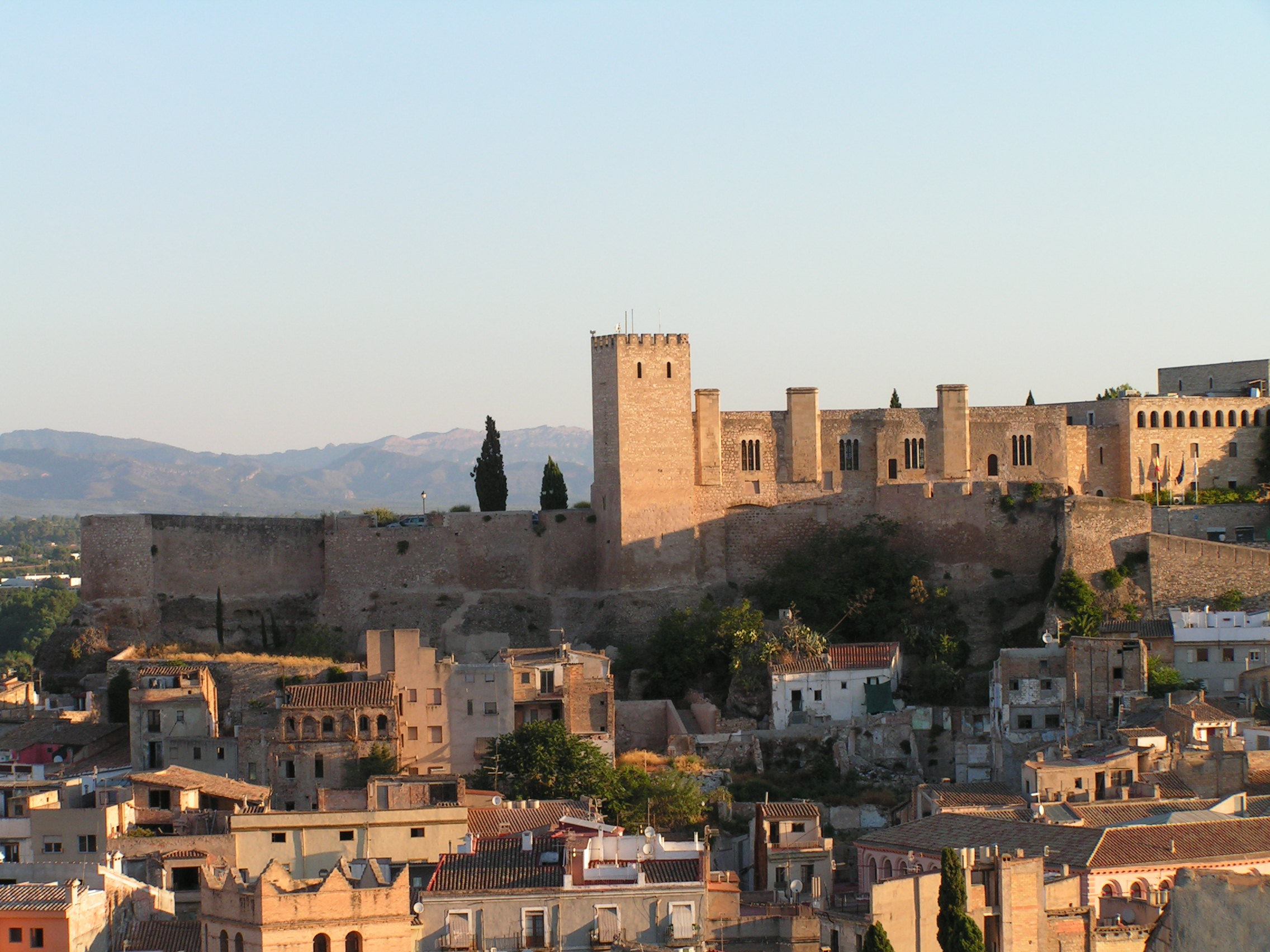
托尔托萨的防御工事

战斗结束后，本廷克在发往威灵顿的一封信中承认了自己的失败。他同时赞扬了他的英国和西班牙士兵的勇敢。然后他将指挥权交给了威廉·亨利·克林顿中将并航行返回西西里岛。
到1813年底，絮歇在加泰罗尼亚的部队人数已达46,000人。他的野战部队包括路易斯·弗朗索瓦·费利克斯·穆尼耶麾下3,561人的第1师、克劳德·玛丽·约瑟夫·德·瓦尔多特·潘尼捷麾下3,073人的第2师、马修将军麾下2,373人的第3师、哈伯特将军3,975人的第4师，让·马克西米连·拉马克将军的第5师4,205人，此外军团还有2,501名骑兵和3,000名炮兵。法军在托尔托萨、莱里达和萨贡托有9,493名驻军，在赫罗纳有1,605人，在菲格拉斯有1,742人，在巴塞罗那有5,844人，在其他较小的堡垒共有4,918人。
新任指挥官克林顿拒绝与狡猾的絮歇纠缠。由于没有采取任何行动，西班牙东部的联军部队被解散并派往西西里岛或威灵顿的军队中增援。与此同时，絮歇被迫解散他的德国部队，因为他们的国家退出了法国的联盟。在拿破仑命令他的许多部队去保卫法国东部之后，絮歇在他的野战军中只剩下17,000人。除了巴塞罗那和菲格拉斯，他撤离了加泰罗尼亚的大部分地区。通过伪造絮歇的签名，一个名叫胡安·范·海伦的流氓使1,900名士兵驻守的莱里达、梅基恩扎和蒙宗的堡垒投降。只有托尔托萨的路易斯·伯努瓦·罗伯特将军没有被这个伎俩所迷惑。
最终，絮歇被迫退回比利牛斯山。到1814年4月，他的军队只有16,110人。到最后，除了哈伯特驻守的巴塞罗那外，所有要塞都落入了英国-西班牙人手中。拿破仑退位几周后，哈伯特终于被说服投降，法国占领的最后一个地点终于被西班牙夺回。

## 引文
1. 1 2 3 4 5 6  Bodart 1908，第458頁.
2. ↑  Smith 1998，第373頁.
3. ↑  Gates 2002，第325頁.
4. ↑  Gates 2002，第363-364頁.
5. ↑  Glover 2001，第270頁.
6. ↑  Smith 1998，第414頁.
7. ↑  Glover 2001，第270-275頁.
8. 1 2 3  Gates 2002，第405-406頁.
9. 1 2 3 4 5 6 7 8  Miró 2020.
10. ↑  Gates 2002，第406頁.
11. 1 2  Smith 1998，第453-454頁.
12. 1 2  Gates 2002，第527頁.
13. 1 2 3  Gates 2002，第458-459頁.

## 延伸阅读
- Broughton, Tony. . 2010. （原始内容存档于2021-05-16）.